# Carlos Oviedo Cavada
Carlos Oviedo Cavada, O. de M. (Santiago de Chile, 19. siječnja 1927. – Santiago de Chile, 7. prosinca 1998.), je bio čileanski rimokatolički kardinal i santijaški nadbiskup emeritus.

## Životopis
Rođen je u Santiagu, 19. siječnja 1927. godine. 28. siječnja 1944. godine ulazi u Red Blažene Djevice Marije od Milosrđa te daje jednostavne zavjete 18. ožujka 1945. i svečane zavjete 19. ožujka 1948. Pohađao je Papinsko katoličko sveučilište u Čileu. Za svećenika je zaređen 24. rujna 1949.
Od 1949. do 1953. pohađao je Papinsko sveučilište Gregoriana, gdje je doktorirao u kanonskom pravu. Papa Pavao VI. imenovao ga je naslovnim biskupom Beneventa i pomoćnim biskupom Concepcióna 21. ožujka 1964. Za naslovnog biskupa je zaređen 7. lipnja iste godine. 
Pohađao je Drugi vatikanski sabor od 1964., do zatvaranja vijeća 1965. godine. 25. ožujka 1974. imenovan je za nadbiskupa Antofagaste te posvećen 14. travnja 1974. Dana 2. lipnja 1974. posvećen je za administratora biskupije San Juan Bautista de Calama te na tom mjestu ostaje do 3. travnja 1976.
30. ožujka 1990. imenovan je za nadbiskupa nadbiskupije Santiago de Chile i posvećen 22. travnja iste godine. Papa Ivan Pavao II. ga je uzvisio na čast kardinala na konzistoriju održanom 26. studenog 1994., postavši tako kardinal svećenik crkve S. Maria della Scala. Na mjestu nadbiskupa se umirovljuje 16. veljače 1998. godine, ali nastavljajući vršiti dužnost apostolskog upravitelja dok ga na tom mjestu nije zamijenio Francisco Javier Errázuriz Ossa. 
Umro je u Santiagu 7. prosinca 1998. godine. Za geslo je imao Mir u naše vrijeme (lat. Pacem in diebus nostris).